# You Won't Find Me There
You Won't Find Me There es el segundo álbum solista de la cantante estadounidense de la cantante Pamela Moore lanzado bajo la discográfica First American Records en 1982.

## Canciones
Lado A: 
1. I Can Still Remember
2. I Believe In You
3. It's Up To You
4. Come Up On You
5. Hit And Run

Lado B:
1. I'll Be There
2. You Wont Find Me There
3. Many Rivers To Cross
4. Definitely Genuine

## Créditos
- Pamela Moore-Vocalista

- Datos: Q8057634